# CYP3A
سیتوکروم P450، خانواده ۳، زیر خانواده A، همچنین با عنوان CYP3A شناخته می‌شود، یک جایگاه ژن انسانی است. یک مکان همولوگ از این جایگاه در موش‌ها یافت می‌شود.
جایگاه CYP3A شامل تمام اعضای شناخته شده زیرخانواده 3A از ابرخانواده ژن‌های سیتوکروم P450 است. این ژن‌ها مونواکسیژنازها را کد می‌کنند که بسیاری از واکنش‌های دخیل در متابولیسم دارو و سنتز کلسترول، استروئیدها و سایر چربی‌ها را کاتالیز می‌کنند. خوشه CYP3A از چهار ژن تشکیل شده‌است:
- CYP3A4،
- CYP3A5،
- CYP3A7 و
- CYP3A43.

این منطقه همچنین دارای چهار شبه ژن است:
- CYP3A51P،
- CYP3A52P،
- CYP3A54P، و
- CYP3A137P.

و همچنین چندین اگزون اضافی که ممکن است در رونوشت‌های تولید شده از این منطقه گنجانده شوند یا نباشند. پیش از این تصور می‌شد که یک عضو دیگر در این زیرخانواده، یعنی CYP3A3، وجود داشته باشد. با این حال، اکنون تصور می‌شود که این دنباله نشان دهنده یک نوع رونوشت از CYP3A4 است.